# Onchidoris
Onchidoris is een geslacht van weekdieren uit de klasse van de Gastropoda (slakken).

## Soorten
- Onchidoris aureopuncta (A. E. Verrill, 1901)
- Onchidoris bilamellata (Linnaeus, 1767)
- Onchidoris derjugini (Volodchenko, 1941)
- Onchidoris diademata (Gould, 1870)
- Onchidoris evincta (Millen, 2006)
- Onchidoris expectata Martynov & Korshunova, 2017
- Onchidoris grisea (Gould, 1870)
- Onchidoris hystricina (Bergh, 1878)
- Onchidoris lactea (A. E. Verrill, 1900)
- Onchidoris macropompa Martynov, Korshunova, Sanamyan & Sanamyan, 2009
- Onchidoris miniata (A. E. Verrill, 1901)
- Onchidoris muricata (O. F. Müller, 1776)
- Onchidoris olivacea (A. E. Verrill, 1900)
- Onchidoris perlucea Ortea & Moro, 2014
- Onchidoris quadrimaculata (A. E. Verrill, 1900)
- Onchidoris tenella (Gould, 1870)

### Nomen dubium
- Onchidoris beringi (Volodchenko, 1941)
- Onchidoris spiculoides (Volodchenko, 1941)

### Synoniemen
- Onchidoris albonigra (Pruvot-Fol, 1951) => Knoutsodonta albonigra (Pruvot-Fol, 1951)
- Onchidoris aspera (Alder & Hancock, 1842) => Onchidoris muricata (O. F. Müller, 1776)
- Onchidoris bouvieri (Vayssière, 1919) => Knoutsodonta bouvieri (Vayssière, 1919)
- Onchidoris brasiliensis Alvim, Padula & Pimenta, 2011 => Knoutsodonta brasiliensis (Alvim, Padula & Pimenta, 2011)
- Onchidoris cervinoi Ortea & Urgorri, 1979 => Knoutsodonta cervinoi (Ortea & Urgorri, 1979)
- Onchidoris depressa (Alder & Hancock, 1842) => Knoutsodonta depressa (Alder & Hancock, 1842)
- Onchidoris fusca (Müller O. F., 1776) => Onchidoris bilamellata (Linnaeus, 1767)
- Onchidoris inconspicua (Alder & Hancock, 1851) => Knoutsodonta inconspicua (Alder & Hancock, 1851)
- Onchidoris leachii Blainville, 1816 => Onchidoris bilamellata (Linnaeus, 1767)
- Onchidoris loveni (Alder & Hancock, 1862) => Adalaria loveni (Alder & Hancock, 1862)
- Onchidoris luteocincta (M. Sars, 1870) => Diaphorodoris luteocincta (M. Sars, 1870)
- Onchidoris maugeansis (Burn, 1958) => Knoutsodonta maugeansis (Burn, 1958)
- Onchidoris neapolitana (Delle Chiaje, 1841) => Knoutsodonta neapolitana (Delle Chiaje, 1841)
- Onchidoris oblonga (Alder & Hancock, 1845) => Knoutsodonta oblonga (Alder & Hancock, 1845)
- Onchidoris olgae (Martynov, Korshunova, Sanamyan & Sanamyan, 2009) => Adalaria olgae Martynov, Korshunova, Sanamyan & Sanamyan, 2009
- Onchidoris proxima (Alder & Hancock, 1854) => Adalaria proxima (Alder & Hancock, 1854)
- Onchidoris pusilla (Alder & Hancock, 1845) => Knoutsodonta pusilla (Alder & Hancock, 1845)
- Onchidoris reticulata Ortea, 1979 => Knoutsodonta reticulata (Ortea, 1979)
- Onchidoris slavi (Martynov, Korshunova, Sanamyan & Sanamyan, 2009) => Adalaria slavi Martynov, Korshunova, Sanamyan & Sanamyan, 2009
- Onchidoris sparsa (Alder & Hancock, 1846) => Knoutsodonta sparsa (Alder & Hancock, 1846)
- Onchidoris tridactila Ortea & Ballesteros, 1982 => Knoutsodonta tridactila (Ortea & Ballesteros, 1982)
- Onchidoris tschuktschica (Krause, 1885) => Adalaria tschuktschica Krause, 1885
- Onchidoris tuberculatus Hutton, 1873 => Doris wellingtonensis Abraham, 1877